# Vikidia
Vikidia är en wikibaserad encyklopedi riktad till barn mellan 8 och 13 år. Wikin finns tillgänglig på franska, italienska, spanska, engelska, baskiska, armeniska, tyska, katalanska, ryska, grekiska och sicilianska.
Wikin bygger på MediaWiki och den  franska språkversionen har sedan april 2020 över 30.000 artiklar.

## Historia
Wikin grundades av Mathias Damour 17 november 2006.